# Canton de Thouars
Le canton de Thouars est une circonscription électorale française située dans le département des Deux-Sèvres et la région Nouvelle-Aquitaine.

## Histoire
Créé au XIXe siècle, le canton de Thouars est scindé en deux par le décret du 13 juillet 1973 créant les cantons de Thouars-2 et de Thouars-1.
Un nouveau découpage territorial des Deux-Sèvres entre en vigueur à l'occasion des premières élections départementales suivant le décret du 18 février 2014. Les conseillers départementaux sont, à compter de ces élections, élus au scrutin majoritaire binominal mixte. Les électeurs de chaque canton élisent au Conseil départemental, nouvelle appellation du Conseil général, deux membres de sexe différent, qui se présentent en binôme de candidats. Les conseillers départementaux sont élus pour 6 ans au scrutin binominal majoritaire à deux tours, l'accès au second tour nécessitant 12,5 % des inscrits au 1er tour. En outre la totalité des conseillers départementaux est renouvelée. Ce nouveau mode de scrutin nécessite un redécoupage des cantons dont le nombre est divisé par deux avec arrondi à l'unité impaire supérieure si ce nombre n'est pas entier impair, assorti de conditions de seuils minimaux. Dans les Deux-Sèvres, le nombre de cantons passe ainsi de 33 à 17. Le canton de Thouars est recréé par ce décret. Il est alors formé de 8 communes des anciens cantons de Thouars-2 (4 communes + 1 fraction) et de Thouars-1 (3 communes + 1 faction). Il est entièrement inclus dans l'arrondissement de Bressuire. Le bureau centralisateur est situé à Thouars.
À la suite de la création de la commune nouvelle de Thouars, la composition du canton est révisée par le décret du 7 novembre 2019. Le nombre de communes du canton est alors de 5.

## Représentation

### Conseillers généraux de 1833 à 1973
| Période | Période                   | Identité                                            | Étiquette           | Qualité |
| ------- | ------------------------- | --------------------------------------------------- | ------------------- | --- |
| 1833    | 1835 (décès)              | Pierre Cordier                                      |                     | Juge de paix à Thouars                                                                                                 |
| 1835    | 1841                      | César Auguste Ducrocq de la Bretonnière (1772-1854) |                     | Officier de cavalerie Maire de Sainte-Radegonde (1829-1854)                                                            |
| 1841    | 1842                      | Pierre Louis Tribert                                | Opposition modérée  | Ancien Préfet Député (1829-1848) Elu en 1843 dans le Canton de Saint-Varent Elu en 1848 dans le Canton de Champdeniers |
| 1842    | 1848                      | Chanoine Henri-Alcibiade de Vielbanc                |                     | Avocat à Thouars, conseiller d'arrondissement                                                                          |
| 1848    | 1852                      | Benjamin Bruneau                                    |                     | Propriétaire à Maulais                                                                                                 |
| 1852    | 1857 (décès)              | Henri Charles Joseph Legressier                     |                     | Receveur du bureau de l'enregistrement Maire de Thouars, ancien conseiller d'arrondissement                            |
| 1857    | 1870                      | Charles Loury                                       |                     | Propriétaire Maire de Thouars                                                                                          |
| 1870    | 1871                      | Charles Léopold Aubert (1809-1877)                  |                     | Propriétaire au Petit Rey, maire de Saint-Martin-de-Mâcon                                                              |
| 1871    | 1882 (décès)              | Hugues Imbert                                       | Républicain         | Greffier de la justice de paix à Thouars Conseiller municipal de Thouars                                               |
| 1882    | 1891 (décès)              | Émile Bergeon                                       | Républicain Radical | Médecin, maire de Sainte-Verge, conseiller d'arrondissement Sénateur (1885-1891)                                       |
| 1891    | 1929 (décès)              | Clément Ménard                                      | Rad.                | Directeur-propriétaire de journaux locaux Maire de Thouars                                                             |
| 1929    | 1931                      | Joseph Chacun                                       | SFIO                | Instituteur puis marchand de chaussures Maire de Thouars (1919-1931), député (1924-1928)                               |
| 1931    | 1941 (démission d'office) | Émile Poirault                                      | Rad.                | Propriétaire viticulteur Révoqué par le Gouvernement de Vichy                                                          |
|         |                           |                                                     |                     | |
| 1943    | 1945                      | Henri Fautrat                                       |                     | Négociant en graines Conseiller municipal de Thouars Nommé conseiller départemental en 1943                            |
|         |                           |                                                     |                     | |
| 1945    | 1949                      | Émile Poirault                                      | SFIO                | Propriétaire viticulteur Maire de Thouars (1945-1953) Sénateur (1946-1948)                                             |
| 1949    | 1973                      | Jacques Ménard (neveu de C. Ménard)                 | CNIP                | Vétérinaire Sénateur (1957-1986) Maire de Thouars (1953-1978) Elu en 1973 dans le Canton de Thouars-1                  |

### Conseillers d'arrondissement (de 1833 à 1940)
Le canton de Thouars avait deux conseillers d'arrondissement.
| Période                                  | Période          | Identité                                    | Étiquette              | Qualité |
| ---------------------------------------- | ---------------- | ------------------------------------------- | ---------------------- | --- |
| 1833                                     | 1836             | M. Philippon                                |                        | Propriétaire à Thouars                                                                                      |
| 1833                                     | 1842             | Maximilien Joseph Perreau (1768-1844)       |                        | Médecin à Thouars                                                                                           |
| 1836                                     | 1839             | Jean Charles Corneille Loury (1788-1865)    |                        | Propriétaire du château de Marsay à Missé                                                                   |
| 1839                                     | 1842             | Chanoine Henri-Alcibiade de Vielbanc        |                        | Avocat à Thouars                                                                                            |
| 1842                                     | 1845             | Henri Charles Joseph Legressier (1799-1857) |                        | Receveur de l'enregistrement, maire de Thouars                                                              |
| 1842                                     | 1848             | Louis Violleau (1796-1870)                  |                        | Notaire, ancien maire de Oiron                                                                              |
| 1845                                     | 1848             | M. Thourayne                                |                        | Propriétaire à Thouars                                                                                      |
|                                          |                  |                                             |                        | |
|                                          | 1882 (démission) | Émile Bergeon                               | Républicain            | Médecin, maire de Sainte-Verge                                                                              |
|                                          |                  |                                             |                        | |
|                                          | 1885 (décès)     | Armand Phelipeau (1849-1885)                |                        | Propriétaire à Taizé                                                                                        |
|                                          |                  |                                             |                        | |
| 1886                                     | 1892             | Charles Diot                                | Républicain            | Vétérinaire, adjoint au maire de Thouars                                                                    |
| 1886                                     | 1892             | Benjamin Millory                            | Républicain            | Cultivateur, maire de Maulais                                                                               |
| 1892                                     | 1919 (décès)     | Léopold Cotilleau (1853-1919)               | Républicain            | Médecin à Thouars                                                                                           |
| 1892                                     | 1919             | Henri Millault                              | Républicain            | Maire de Oiron                                                                                              |
| 1919                                     | 1931             | René Boury (1862-1940)                      |                        | Maire de Louzy (1896-1939)                                                                                  |
| 1919                                     | 1931             | Adrien Pouriault                            | Rad.                   | Chef de bureau au Ministère de l'Agriculture, maire de Saint-Martin-de-Mâcon                                |
| 1931                                     | 1940             | Émile Harpaillé (1889-1953)                 | Rad. puis Nationaliste | Boulanger, négociant en immeubles, maire de Saint-Jacques-de-Thouars                                        |
| 1931                                     | 1940             | Henri-Louis Fromenteau (1903-1986)          | Nationaliste           | Propriétaire à Bagneux                                                                                      |
| 1940                                     |                  |                                             |                        | Les conseils d'arrondissement ont été suspendus par la loi du 12 octobre 1940 et n'ont jamais été réactivés |
| Les données manquantes sont à compléter. |                  |                                             |                        | |

### Conseillers départementaux depuis 2015
| Période élective | Période élective | Mandat | Mandat   | Identité            | Nuance | Nuance | Qualité                                                                                              |
| ---------------- | ---------------- | ------ | -------- | ------------------- | ------ | ------ | --- |
| 2015             | 2021             | 2015   | 2021     | Esther Mahiet-Lucas |        | LR     | Conseillère municipale de Thouars, adjointe au maire depuis 2020                                     |
| 2015             | 2021             | 2015   | 2021     | Sylvain Sintive     |        | DVD    | Directeur d'EHPAD Maire de Saint-Jacques-de-Thouars 7e vice-président chargé des Ressources humaines |
| 2021             | 2028             | 2021   | en cours | Philippe Chauveau   |        | LR     | Journaliste littéraire, Président de l'Office de tourisme Adjoint au maire de Thouars                |
| 2021             | 2028             | 2021   | en cours | Esther Mahiet-Lucas |        | LR     | Conseillère sortante, 6e vice-présidente chargée de la Promotion du territoire                       |

### Résultats détaillés

#### Élections de mars 2015
À l'issue du 1er tour des élections départementales de 2015, deux binômes sont en ballottage : Christine Gorry-Bardot et Patrice Pineau (Union de la Gauche, 32,51 %) et Esther Mahiet-Lucas et Sylvain Sintive (Union de la Droite, 26,21 %). Le taux de participation est de 49,81 % (6 878 votants sur 13 809 inscrits) contre 50,44 % au niveau départemental et 50,17 % au niveau national.
Au second tour, Esther Mahiet-Lucas et Sylvain Sintive (Union de la Droite) sont élus avec 50,57 % des suffrages exprimés et un taux de participation de 48,49 % (3 039 voix pour 6 696 votants et 13 809 inscrits).

#### Élections de juin 2021
Le premier tour des élections départementales de 2021 est marqué par un très faible taux de participation (33,26 % au niveau national). Dans le canton de Thouars, ce taux de participation est de 27,5 % (3 716 votants sur 13 515 inscrits) contre 32,03 % au niveau départemental. À l'issue de ce premier tour, deux binômes sont en ballottage : Philippe Chauveau et Esther Mahiet-Lucas (Union au centre et à droite, 27,82 %) et Georges El Khourge et Lucette Roux (REM, 18,82 %).
Le second tour des élections est marqué une nouvelle fois par une abstention massive équivalente au premier tour. Les taux de participation sont de 34,36 % au niveau national, 31,89 % dans le département et 27,88 % dans le canton de Thouars. Philippe Chauveau et Esther Mahiet-Lucas (Union au centre et à droite) sont élus avec 58,94 % des suffrages exprimés (1 830 voix pour 3 768 votants et 13 513 inscrits),,. 

## Composition

### Composition avant 1973
Lors de sa disparition en 1973, le canton était composé de 23 communes :
- Bagneux,
- Bilazais,
- Brie,
- Brion-près-Thouet,
- Louzy,
- Maulais,
- Mauzé-Thouarsais,
- Missé,
- Noizé,
- Oiron,
- Pas-de-Jeu,
- Rigné,
- Saint-Cyr-la-Lande,
- Saint-Jacques-de-Thouars,
- Saint-Jean-de-Thouars,
- Saint-Léger-de-Montbrun,
- Saint-Martin-de-Mâcon,
- Saint-Martin-de-Sanzay,
- Sainte-Radegonde,
- Sainte-Verge,
- Taizé,
- Thouars,
- Tourtenay.

### Composition depuis 2015
Lors du redécoupage de 2014, le canton de Thouars comprenait huit communes entières.
À la suite de la création de la commune nouvelle de Thouars au 1er janvier 2019, le canton comprend désormais cinq communes entières.
| Nom                             | Code Insee | Intercommunalité | Superficie (km2) | Population (dernière pop. légale) | Densité (hab./km2) | Modifier                                    |
| ------------------------------- | ---------- | ---------------- | ---------------- | --------------------------------- | ------------------ | ------------------------------------------- |
| Thouars (bureau centralisateur) | 79329      | CC du Thouarsais | 81,48            | 13 949 (2022)                     | 171                | modifier les données · modifier les données |
| Louzy                           | 79157      | CC du Thouarsais | 18,64            | 1 292 (2022)                      | 69                 | modifier les données · modifier les données |
| Saint-Jacques-de-Thouars        | 79258      | CC du Thouarsais | 5,55             | 423 (2022)                        | 76                 | modifier les données · modifier les données |
| Saint-Jean-de-Thouars           | 79259      | CC du Thouarsais | 4,96             | 1 322 (2022)                      | 267                | modifier les données · modifier les données |
| Sainte-Verge                    | 79300      | CC du Thouarsais | 12,83            | 1 404 (2022)                      | 109                | modifier les données · modifier les données |
| Canton de Thouars               | 7916       |                  | 123,46           | 18 390 (2022)                     | 149                | modifier les données                        |

## Démographie
En 2022, le canton comptait 18 390 habitants, en évolution de −1,17 % par rapport à 2016 (Deux-Sèvres : +0,18 %, France hors Mayotte : +2,11 %).
| 2013   | 2018   | 2022   |
| ------ | ------ | ------ |
| 18 739 | 18 455 | 18 390 |